# Partido Nuevo Progresista
El Partido Nuevo Progresista  (PNP) es un partido político de Puerto Rico que aboga por su anexión como estado de los Estados Unidos. Incluye a miembros tanto del Partido Demócrata como del Partido Republicano. Su presidenta es Jenniffer González, actual gobernadora de Puerto Rico, excomisionada residente en Washington y expresidenta de la Cámara de Representantes.

## Historia

### Fundación
Los principios del partido datan desde los años 60, cuando figuras en el Partido Estadista Republicano (PER) llevaron a aquellos descontentos con el liderato del PER a reunirse en secreto en el Colegio de Abogados de Puerto Rico. La fisura en el PER se agrandó a finales de 1966 y principios de 1967, cuando su presidente, Miguel Ángel García Méndez, dio instrucciones a todos los comités locales del PER de no participar en el plebiscito del 23 de julio de 1967. Luego de la asamblea de delegados del 22 de enero y descontentos con esta decisión, Luis A. Ferré, Justo Méndez, y Carlos Romero Barceló abandonaron la asamblea e inmediatamente organizaron el grupo de Estadistas Unidos bajo el símbolo de una palma real. Estos comenzaron hacer reuniones en el Barrio Hato Tejas, de Bayamón, en la casa de Pablo Salas y en otros pueblos de la isla para conseguir firmas e inscribirlo. Estadistas Unidos comenzó una campaña llevando el mensaje de que todos los estadistas tenían que dar su voto en el plebiscito. El 23 de julio de 1967, a pesar de todos los problemas, la Estadidad logró 274 312 votos, un 38,95 %, 5 % más que los resultados obtenidos por el PER en 1964.
Los partidarios de la asociación se unieron el 20 de agosto en la cancha Manuel Carrasquillo Herpen, de Country Club, Carolina. La asamblea tuvo como primer asunto disolver la agrupación, y como segundo objetivo el de crear un nuevo partido político. Hernán Padilla presentó la resolución expresando la necesidad de crear un partido que defendiera la estadidad para Puerto Rico. Esto fue aprobado inmediatamente por todos los estadistas que se habían dado cita a la asamblea ese día, y así nació el Partido Nuevo Progresista (PNP). Luego, el 5 de enero de 1968, el partido fue certificado como un grupo político oficial por la Junta Insular de Elecciones antecesora de la actual Comisión Estatal de Elecciones.

### 1960-1969
Bajo el liderazgo de Luis A. Ferré el PNP adquirió el poder en noviembre de 1968 por 400 815 votos, derrotando a Luis Negrón López, el candidato nominado por el Partido Popular Democrático quien obtuvo 374 040 votos. Totales más pequeños de votos obtuvieron el Partido del Pueblo, dirigido por el incumbente Roberto Sánchez Vilella (107 359 votos) y el candidato a la gobernación nominado por el Partido Independentista Puertorriqueño (PIP) (32 166 votos).
El PPD estaba dividido por la disidencia del entonces gobernador Sánchez Vilella, que había diferido del liderato que el líder del PPD, Luis Muñoz Marín, quería que el PPD tomara. Esa división llevó a Sánchez Vilella a fundar el Partido del Pueblo, y a polarizar los votos populares, favoreciendo indirectamente a Ferré a obtener la gobernación.

### 1970-1979
Cuatro años más tarde, en las elecciones generales del 1972, Luis A. Ferré perdió la gobernación frente al candidato del PPD Rafael Hernández Colón; colectividad política que acudió al evento electoral reunificada tras la derrota del 1968. En las elecciones generales del 1976, bajo el liderazgo de Carlos Romero Barceló, el Partido Nuevo Progresista retornó al poder; obteniendo además de la gobernación, la mayoría en Cámara y Senado. Posteriormente Carlos Romero Barceló y Rafael Hernández Colón se enfrentaron en las urnas en el 1980 y 1984.

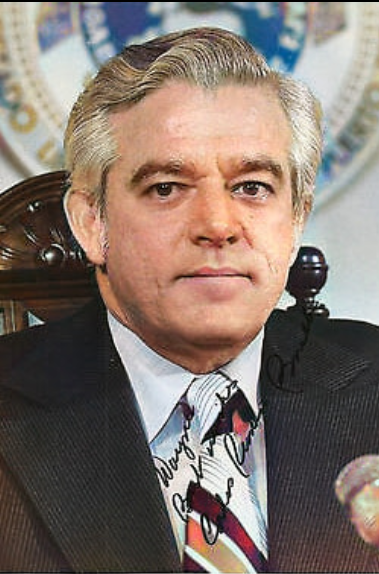
Carlos Romero Barceló.

### 1980-1988
Carlos Romero Barceló ganó la gobernación en 1980. El reelecto gobernador fue debidamente certificado en el cargo luego de efectuarse un largo recuento de votos, con la participación de representantes electorales de todos los partidos inscritos. Hubo acusaciones entre militantes del PPD y este partido sobre fraude electoral. De ahí nació lo que más tarde se conocería como "los pavazos" donde una cantidad sustancial de votos las marcas salían de los márgenes de la papeleta. Esta situación llevó a un conflicto legal que culminó en el Tribunal Supremo de Puerto Rico, donde la mayoría de los jueces simpatizaban con el Partido Popular Democrático. De esta forma se validaron esos votos en su mayoría en contra del gobierno del Carlos Romero Barceló. Por esto el Partido Popular Democrático pudo conseguir el control de ambas cámaras legislativas pero no así del ejecutivo. Durante el primer término de Carlos Romero Barceló (1977-1980) se produjo un acontecimiento de considerables repercusiones políticas en Puerto Rico, en el cual resultaron asesinados dos hombres jóvenes, integrantes de una agrupación socialista que se habían trasladado hasta el Cerro Maravilla, con intenciones de llevar a cabo acciones terroristas en las instalaciones de una importante red de torres de comunicaciones. Al llegar al lugar fueron interceptados por un destacamento de la división de inteligencia de la Policía de Puerto Rico; desarrollándose un incidente que culminó en el asesinato de los jóvenes. Dicha situación fue divulgada en un principio como un evento en el que la Policía actuó en defensa propia. Luego de varios años de investigación se descubrió que los jóvenes habían sido ejecutados bajo custodia policíaca. Cuando la oposición del PPD, logra el control de la legislatura en el segundo término de Romero Barceló (1981-1984), llevó a cabo audiencias legislativas televisadas en las cuales intentaron probar que el gobernador Romero Barceló había tenido participación en la planificación de los hechos acontecidos en el Cerro Maravilla.
Aunque nunca pudo comprobarse conexión alguna entre los policías responsables y el gobierno de Romero Barceló ya que los primeros trabajaban de manera encubierta; y una vez las misiones comenzaban, los integrantes no tenían contacto de ninguna índole con nadie de la policía o del gobierno. Un grupo pequeño de miembros del PNP, descontentos con la situación por la cual el partido atravesaba por las vistas del Cerro Maravilla y disgustados con la decisión de Carlos Romero de correr para un tercer término decidió apoyar al entonces alcalde de San Juan, Hernán Padilla, para que abandonara el PNP y formar su propio partido, el Partido Renovación Puertorriqueña. Esto facilitó que Rafael Hernández Colón ganara la gobernación en el 1984 obteniendo 822 709 votos frente a Carlos Romero quien obtuvo 768 959. Mientras Hernán Padilla obtuvo 69 807 votos. Esta elección no solo se caracterizó por la división interna que existió en el PNP. Los seguidores de Hernán Padilla describieron a Carlos Romero como una figura que no era capaz de relevar el poder, mientras los seguidores de Romero catalogaron de traidores a los seguidores de Hernán Padilla. Además la situación del caso del Cerro Maravilla no quedó ahí, sino que perseguiría a Carlos Romero por unos 12 años más, ya que cada vez que Romero se postulaba para una posición política la legislatura reiniciaba las vistas del Cerro Maravilla una y otra vez. Las últimas vistas fueron celebradas para el año 1992 cuando Carlos Romero corrió para la posición de Comisionado Residente en Washington. A pesar de las vistas Carlos Romero obtuvo la mayoría de los votos y fue comisionado por 8 años más.
En el 1988 el Partido Nuevo Progresista nominó como su candidato a la gobernación al entonces alcalde de San Juan Baltasar Corrada del Río; quien previamente había ocupado el cargo de Comisionado Residente en Washington. En esas elecciones nuevamente prevaleció el incumbente gobernador Hernández Colón.

### 1990-1999

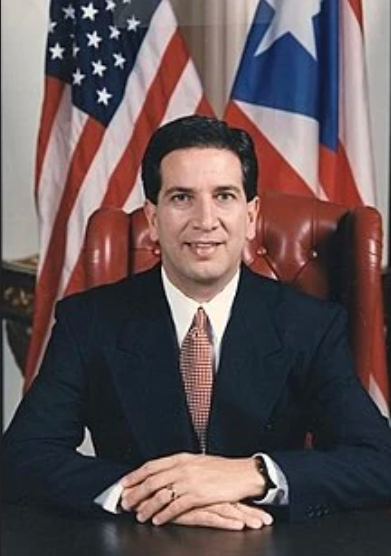
Pedro Rosselló González

El PNP volvió al poder en 1992 cuando el Dr. Pedro J. Rosselló, cirujano pediátrico, ganó la gobernación obtuvo 938 969 votos, derrotando convincentemente a la hija de Luis Muñoz Marín, Victoria Muñoz Mendoza (862 989 votos), quien fuera nominada por el Partido Popular Democrático como su candidata a la Gobernación.
Durante su primer término en la gobernación, Pedro Rosselló  desarrolló una ofensiva contra la criminalidad, denominada como "Mano dura contra el crimen”; en la cual se integraban los recursos de la Guardia Nacional de Puerto Rico, en apoyo a la Policía en operativos conjuntos en zonas de bajo nivel económico. Durante el Gobierno de Rosselló se desarrollaron proyectos de infraestructura, incluyendo el “Tren Urbano” (sistema de ‘Metro’), el “Superacueducto”, y el "Coliseo de Puerto Rico", entre otros. Bajo el gobierno de Roselló se creó también la reforma del sistema de salud pública; transformando el mismo a través de un seguro de salud para los médico indigentes.
En las elecciones de 1996 Pedro Rosselló derrotó al candidato nominado por el PPD, el entonces alcalde de San Juan, Héctor Luis Acevedo, y al candidato que representó al Partido Independentista Puertorriqueño, David Noriega.
Bajo el mandato de Pedro Rosselló se producen en Puerto Rico dos eventos plebiscitarios, (1993 y 1998) con el objetivo de consultar al Pueblo sobre las alternativas de estatus que tienen ante sí los puertorriqueños para resolver la actual condición colonial que rige las relaciones entre la Isla y los Estados Unidos. Ambos eventos se efectuaron por virtud de leyes locales, sin el aval del Congreso de los Estados Unidos. Previamente el gobernador Rosselló apoyó la oferta para un referéndum en Puerto Rico, aprobado por una ley federal; sin embargo, la legislación murió en un comité del Senado de los Estados Unidos.  

#### Plebiscito de 1993
El 14 de noviembre de 1993 se celebra en Puerto Rico un plebiscito por iniciativa del gobernador Rosselló. Los resultados evidenciaron que por primera vez desde su fundación en el 1952  que la fórmula actual de gobierno conocida como Estado Libre Asociado obtuvo la mayoría de los votos en la consulta electoral, recibiendo en el plebiscito el 48,6 % del sufragio. La opción de Estadidad obtuvo el 46,3 % y la Independencia  el 4,4 % de los votos emitidos. 

#### Plebiscito de 1998
Un segundo plebiscito impulsado nuevamente por el gobernador Rosselló se efectuó el 13 de diciembre de 1998. En la papeleta electoral se le presentó al Pueblo las alternativas de Estadidad, Independencia, Estado Libre Asociado, Libre Asociación y un espacio denominado “Ninguna de las Anteriores”. El 50,3 % de los electores votaron por  “Ninguna de las Anteriores”. La Estadidad obtuvo el 47,5 % de los votos. La Independencia, el Estado Libre Asociado y la Libre Asociación superaron entre sí el 4 % de los votos emitidos en el plebiscito de 1998.

### 2000-presente
El 1 de junio de 1999, Pedro Rosselló estremeció al Partido Nuevo Progresista al anunciar que no buscaría un tercer mandato en la gobernación de Puerto Rico. Luego de ocho años en el poder comunicó en un mensaje televisado al pueblo que no buscaría la nominación como candidato a la gobernación en las elecciones generales del año 2000.
El segundo período como gobernador de Rosselló (1997-2000) estuvo marcado por confrontaciones con diversos sectores de oposición, entre estos sindicales, religiosos y la controversia que generaron las protestas para que la Marina de los Estados Unidos abandonara la Isla de Vieques.
En el año 2000, el PNP nomina como su candidato a la gobernación al entonces Secretario de Transportación y Obras Públicas, Carlos I. Pesquera. Las encuestas pre-eleccionarias lo tenían en una ventaja considerable sobre su opositora del PPD, la entonces alcaldesa de San Juan, Sila María Calderón. Mientras se acercaba la elección, Calderón cerraba la brecha y la imagen de Pesquera sufría los embates de una ofensiva publicitaria centraba en la corrupción bajo el gobierno de Rosselló.
Durante la última etapa de la campaña electoral del año 2000, se suscitó la intervención política del entonces Fiscal Federal para el Distrito de Puerto Rico, Guillermo Gil Bonar, quien le manifestó a la prensa que “La corrupción tiene un nombre y apellido y es el Partido Nuevo Progresista”. Años más tarde Gil Bonar tuvo que abandonar el cargo de Fiscal Federal. El PNP perdió la gobernación en las elecciones del año 2000, en la cual resultó elegida Sila María Calderón primera mujer electa al cargo en Puerto Rico.

#### Primarias para la candidatura a la gobernación 2003
Posterior a la derrota electoral del Carlos Pesquera en el 2000, asume la Presidencia del PNP la senadora Norma Burgos. Le siguió en el timón del Partido Nuevo Progresista el Lic. Leo Díaz Urbina, quien fue desbancado por Carlos Pesquera, en un infructuoso regreso a la presidencia de la colectividad en busca de asumir nuevamente la candidatura a la gobernación en el 2004.
En marzo de 2003, Rosselló, que había estado viviendo en el estado de Virginia, volvió a la isla, respondiendo a las muchas llamadas y visitas que él recibió de ciudadanos. Pedro Rosselló derrotó posteriormente a Carlos Pesquera en las primarias del PNP, siendo nominado candidato a la gobernación para las elecciones generales del año 2004.

#### Elecciones Generales 2004

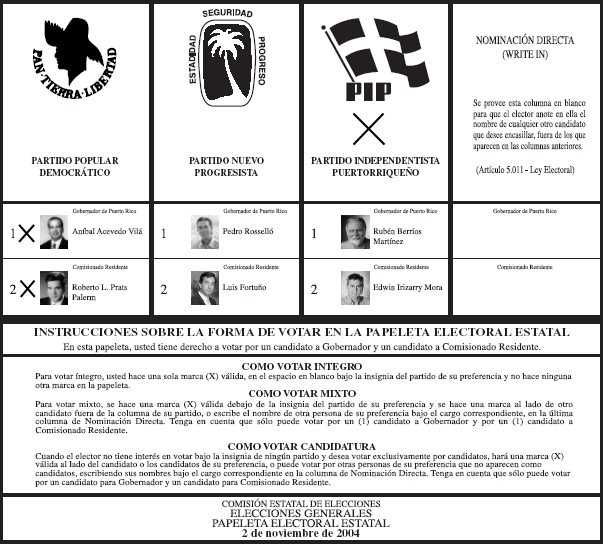
Los controvertidos "pivazos y penepazos".

La campaña electoral del 2004 estuvo matizada por la publicidad negativa en contra de Pedro Rosselló y por la concertación de una alianza entre miembros del Movimiento Independentista Nacional Hostosiano y Partido Popular Democrático en contra del candidato a la gobernación del PNP y del propio Partido Independentista Puertorriqueño.
Sila María Calderón anuncia su no intención de aspirar a la reelección del cargo. Ante esa situación y luego de una exigua presentación del hijo del exgobernador Rafael Hernández Colón (José Alfredo) como una opción electoral, el PPD nomina al entonces Comisionado Residente en Washington, Aníbal Acevedo Vilá, como su candidato a la gobernación en el 2004, resultando electo.

#### Pugna en el Senado
Mientras que el 2005 comenzaba, Rosselló se convirtió en senador por el distrito de Arecibo, después de que el senador elegido Victor Loubriel, le cedió su escaño. Así comenzó una lucha entre presidente del Senado Kenneth McClintock y Rosselló por la presidencia del cuerpo legislativo. El senador McClintock y cinco miembros de la delegación senatorial del PNP, decidieron llegar a un acuerdo con la minoría parlamentaria del Partido Popular Democrático para evitar que Rosselló asumiera la presidencia del Senado. Esto condujo a la expulsión del partido de McClintock, así como los 5 senadores del PNP que lo respaldaron.

#### El conflicto de los Auténticos
Durante el frustrado intento del exgobernador Pedro Rosselló en convertirse en presidente del Senado se levantaron en su contra seis senadores estadistas: Orlando Parga, Lucy Arce, Jorge De Castro Font, Kenneth McClintock, Migdalia Padilla y Carlos Díaz. Estos seis senadores, denominados por los miembros del PNP como los auténticos fueron expulsados por el directorio del partido. A pesar de esto, cinco de los seis senadores llevaron un pleito a la corte alegando que su expulsión del partido fue injustificada y que ellos tenían derecho a correr en las primarias del partido. El tribunal falló a su favor. Orlando Parga decidió correr como candidato independiente en las elecciones del 2008. Kenneth McClintock no aspiró a otro cuatrienio, rumorándose que esto se debió a que Luis Fortuño, no lo seleccionó como su candidato a Comisionado Residente. Los auténticos compitieron en la primaria del 9 de marzo de 2008 y a pesar de que no recibieron el apoyo del partido Migdalia Padilla, Jorge De Castro Font y Lucy Arce recibieron la nominación en las primarias bajo la insignia del PNP- causando gran sorpresa entre los estadistas. Carlos Díaz perdió frente a Kimmey Rashke y Roberto Arango en una elección cerrada por la candidatura al senado por el distrito de San Juan. Esto a pesar de que Jorge Santini, alcalde de San Juan, no respaldaba las aspiraciones de Arango y Díaz.

#### Primarias para la candidatura a la gobernación de 2008
El 7 de marzo de 2007, Rosselló indicó que ya no estaba interesado en la presidencia del senado y estaba enfocando su atención en las primarias pautadas para el 9 de marzo de 2008, ya que había permitido que su nombre sea puesto en la papeleta como aspirante a la nominación de candidato a la gobernación por el PNP. El 18 de junio de 2007, el comisionado residente Luis Fortuño radicó su candidatura para gobernador, asegurando así una primaria para ese puesto frente a Pedro Rosselló. El 9 de marzo de 2008 Luis Fortuño resultó vencedor en la primaria (445 026 votos) frente al senador y exgobernador Dr. Pedro Rosselló (306 590 votos). Rosselló aceptó su derrota electoral antes de que los votos fueran contabilizados en su totalidad y muy temprano en la tarde lo que sorprendió a muchos dentro de la colectividad. Rosselló se expresó de la siguiente forma "Es claro que el pueblo ha decidido que Luis Fortuño se convierta en el candidato a la gobernación y presidente del PNP. Como siempre he dicho el pueblo habla y yo obedezco, felicito a Luis Fortuño por su victoria y le digo que aquí tienes su partido y aquí tienes su oficina (señalando al comité central del PNP). Ahora queda de ustedes, el pueblo estadista, que observen si este nuevo liderato lucha por la ideología en la que se basa este partido, la estadidad. El sueño vive, el sueño vive". Luego de esto se anunció en el comité de campaña de Luis Fortuño que el Dr. Pedro Rosselló junto con su leal y fiel seguidor, el alcalde de San Juan, Jorge Santini llegarían hasta allí para felicitar y unirse oficialmente a la campaña de Luis Fortuño y así mostrar la unidad del liderato del partido, pero luego de horas en que los seguidores de Fortuño esperaron este momento Rosselló ni Santini llegaron al comité. Se rumoró fuertemente en los medios de comunicación que Rosselló no estaría haciendo campaña abierta por Fortuño y que renunciaría a su cargo como senador para mudarse a su casa en Virginia. El 10 de marzo de 2008 Rosselló informó, mediante un comunicado de prensa, que oficialmente se retiraba de la política y que no hará campaña por ningún candidato, sin embargo dijo que terminaría su término como senador por el distrito de Arecibo.

##### Pugnas tras primarias
Una de las figuras más reconocidas en hacer una expresión de rechazo a la candidatura de Luis Fortuño lo es Miriam Ramírez de Ferrer quien, junto a Charlie Rodríguez, resultó derrotada a sus aspiraciones de convertirse en la aspirante a Comisionado Residente del PNP frente al candidato apoyado por Fortuño, Pedro Pierluisi. Ramírez renunció a la segunda vicepresidencia del PNP y declaró "Efectivo hoy mismo renuncio a la vicepresidencia del PNP y me convierto en ciudadana privada", luego cuando fue indagada si votaría por Fortuño manifestó "El voto es secreto". Ramírez anteriormente ha manifestado en programas de radio y televisión que "primero se corta la mano" antes de votar por Luis Fortuño esto debido a que ella alega de que él es manejado por "Los grandes intereses económicos" y que no está Comprometido con la estadidad. Charlie Rodríguez, por su parte, hizo un llamado de unidad y recalcó que "estaremos pendientes de que este liderato no claudique a la lucha por nuestro ideal de estadidad". Leo Díaz, pasado presidente del PNP, también se ha manifestado en contra del Lcdo. Fortuño al alegar que este tiene vínculos con miembros de la oposición del PPD y con "los grandes intereses colonialistas y económicos". Jorge Santini, alcalde de San Juan es el líder progresista que más críticas y duros ataques lanzó contra Fortuño. Incluso le cuestionó si era del PNP, y le exigía disculpas por haber llamado cáncer a Roselló. La prensa de la isla le ha cuestionado sobre si dará disculpas al nuevo presidente por los ataques en su contra. Actualmente hay una facción que apoya la candidatura del exgobernador y rival de Fortuño, Dr. Pedro Rosselló por nominación directa llamado "El movimiento Write-in".

#### Presidencia de Luis Fortuño

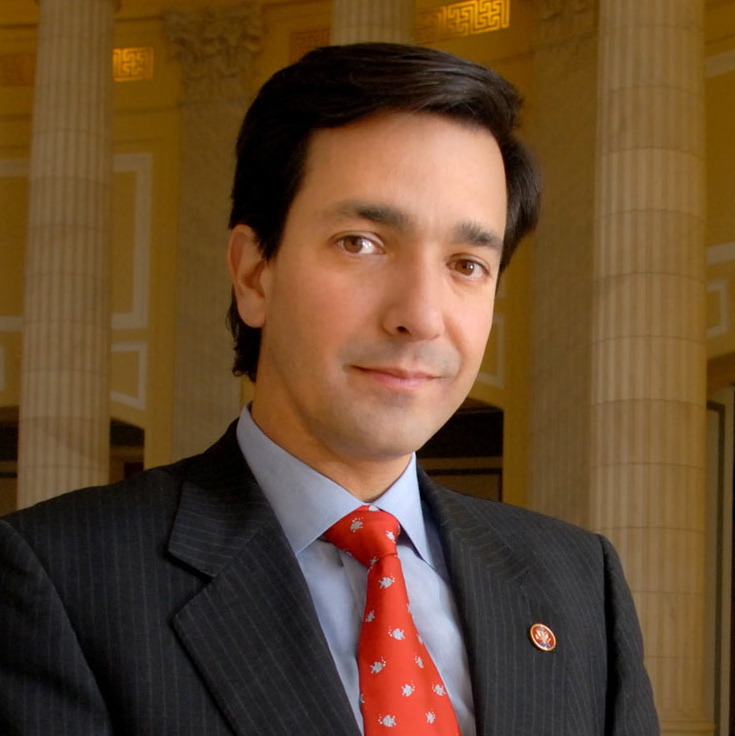
Luis Fortuño.

El 11 de marzo de 2008 Luis Fortuño tuvo la primera reunión como presidente de la conferencia legislativa del PNP. Éste anunció que su legislatura no le aprobará al gobernador, Aníbal Acevedo Vilá, un presupuesto mayor al actual y dijo que los nombramientos de las vacantes al Tribunal Supremo de Puerto Rico no serán considerados hasta el 2009.

## Elecciones de 2008
Luis Fortuño gana con el 52,85 % de los votos (1 025 965) las elecciones. El gobernador incumbente Aníbal Acevedo Vilá recibió solo el 41,26 % de los votos (801 071), infligiendo así una derrota al Partido Popular Democrático.

## Plebiscito sobre el estatus político de Puerto Rico de 2012
El referéndum sobre el estatus del archipiélago de Puerto Rico se celebró en el Estado Libre Asociado de Puerto Rico el 6 de noviembre de 2012 y trató sobre el estatus político de Puerto Rico. Es el primer Referéndum en la historia política de Puerto Rico en donde la opción de Estadidad obtuvo la victoria.
En el mismo había dos preguntas: en la primera pregunta se consultaba a los votantes sobre si estaban de acuerdo con el statu quo político actual del país, mientras que en la segunda consulta se preguntaba a los votantes si preferían la independencia del país, la integración a Estados Unidos o la libre asociación en el caso de que la primera pregunta fuera favorable a un cambio de estatus.
Los principales partidos políticos del país anunciaron su posición ante las distintas opciones. El Partido Nuevo Progresista (PNP) y el Partido Independentista Puertorriqueño (PIP) afirmaron que defenderían el «No» en la primera pregunta, lo que daría lugar a la segunda consulta, mientras que el Partido Popular Democrático (PPD), confirmó su apoyo al «Sí» para mantener la condición política territorial actual.

## Líderes históricos
|     | Presidente               | Periodo         |
| --- | ------------------------ | --------------- |
| 1.  | Luis A. Ferré            | 1967-1974       |
| 2.  | Carlos Romero Barceló    | 1974-1987       |
| 3.  | Baltasar Corrada del Río | 1987-1988       |
| 4.  | Ramón Luis Rivera        | 1988-1989       |
| 5.  | Carlos Romero Barceló    | 1989-1991       |
| 6.  | Pedro Rosselló           | 1991-1999       |
| 7.  | Carlos Pesquera          | 1999-2000       |
| 8.  | Norma Burgos             | 2000-2001       |
| 9.  | Leonides Díaz Urbina     | 2001-2001       |
| 10. | Carlos Pesquera          | 2001-2003       |
| 11. | Pedro Rosselló           | 2003-2008       |
| 12. | Luis Fortuño             | 2008-2013       |
| 13. | Pedro Pierluisi          | 2013-2016       |
| 14. | Ricardo Rosselló         | 2016-2019       |
| 15. | Thomas Rivera Schatz     | 2019-2020       |
| 16. | Pedro Pierluisi          | 2020-2024       |
| 17. | Jenniffer González       | 2024-actualidad |

## Resultados electorales

### Elecciones a gobernador
|  | 43,60 % |

|  | 43,36 % |

|  | 48,30 % |

|  | 47,20 % |

|  | 44,60 % |

|  | 45,80 % |

|  | 49,90 % |

|  | 51,10 % |

|  | 45,30 % |

|  | 48,20 % |

|  | 52,78 % |

|  | 47,10 % |

|  | 41,80 % |

|  | 33,24 % |

|  | 41,26 % |

### Elecciones legislativas
| Año electoral | Escaños | +/– |
| ------------- | ------- | --- |
| 1968          | 26/51   |     |
| 1972          | 15/54   | 11  |
| 1976          | 33/51   | 18  |
| 1980          | 25/51   | 8   |
| 1984          | 16/51   | 9   |
| 1988          | 15/53   | 1   |
| 1992          | 36/53   | 21  |
| 1996          | 37/54   | 1   |
| 2000          | 20/51   | 17  |
| 2004          | 32/51   | 12  |
| 2008          | 38/54   | 6   |
| 2012          | 23/51   | 15  |
| 2016          | 34/51   | 11  |
| 2020          | 21/51   | 13  |

| Año electoral | Escaños | +/–         |
| ------------- | ------- | ----------- |
| 1968          | 12/27   |             |
| 1972          | 8/29    | 4           |
| 1976          | 14/27   | 6           |
| 1980          | 12/27   | 2           |
| 1984          | 8/27    | 4           |
| 1988          | 8/27    | Sin cambios |
| 1992          | 20/29   | 12          |
| 1996          | 19/28   | 1           |
| 2000          | 8/28    | 11          |
| 2004          | 17/27   | 9           |
| 2008          | 22/31   | 5           |
| 2012          | 8/27    | 14          |
| 2016          | 21/30   | 13          |
| 2020          | 10/27   | 11          |

## Figuras importantes del PNP
- Luis A. Ferré - Fundador/expresidente del PNP y exgobernador.
- Pedro Pierluisi Urrutia - Gobernador de Puerto Rico 2021-presente, Presidente del PNP (2013-2016, 2020-presente), Comisionado Residente en Washington (2008-2016), Secretario de Justicia (1993-1997).
- Wanda Vázquez Garced- Gobernadora de Puerto Rico (2019-al 2021) luego de la renuncia del Ricardo Rosselló y la juramentación inconstitucional de Pedro Pierluisi Urrutia. Secretaria de Justicia (2017-2019), Procuradora de la Mujer (2010-2016)
- Thomas Rivera Schatz - Presidente del PNP (2019-al 2020) Ex Comisionado Electoral y exsecretario general del Partido Nuevo Progresista. Expresidente del Senado del Gobierno de Puerto Rico (2009-2012). Presidente del Senado del Gobierno de Puerto Rico (2016-2020), senador por acumulación (2013 - al presente) y primer vicepresidente del Partido Nuevo Progresista (2013-2019). Lemas: #EsperanzaParaPR #ElFuturoEsNuestro #OrdenYDirección
- Pedro Rosselló González - expresidente del PNP (1992-2000) y exgobernador de Puerto Rico (1993-2001).
- Ricardo Rosselló - expresidente del PNP (2016-2019) y exgobernador de Puerto Rico (2017-2019), quien se vio obligado a renunciar a la gobernación en medio de un escándalo de corrupción debido a la filtración de un chat en el que Rosselló, funcionarios de su gabinete y cabilderos se burlaban de las víctimas del huracán María y hacían comentarios homofóbicos, discriminatorios y violentos sobre contrincantes políticos y otras personalidades.[13]
- Luis G. Fortuño Burset - Expresidente del PNP, ex-Comisionado Residente en Washington y exgobernador de Puerto Rico.
- Carlos Romero Barceló - Expresidente del PNP, exgobernador de Puerto Rico, ex-Comisionado Residente en Washington, exalcalde de San Juan (1969-1977).
- Baltasar Corrada del Río - Exalcalde de San Juan 1984-1988, Ex-Comisionado Residente 1976-1984, candidato a Gobernador 1988 y expresidente del Partido Nuevo Progresista.
- Carlos I. Pesquera Morales - Candidato a Gobernador (2000) y expresidente del PNP. exSecretario de Transportación y Obras Públicas (1993-1999). ExDirector ejecutivo de AFI.
- José F. Aponte Hernández - Expresidente de la Cámara de Representantes, Representante Por Acumulación, ExSubsecretario del Partido Nuevo Progresista, y ExSecretario General del Partido Nuevo Progresista. Actual Secretario Auxiliar de Asuntos Ideológicos y Director Ejecutivo del Instituto Misión Estadista.
- Jorge Santini Padilla - exalcalde de San Juan y primer vicepresidente del Partido.
- Edwin Mundo Ríos - ExRepresentante a la Cámara por el Distrito 2 de San Juan y ex comisionado electoral del PNP.
- Leonides (Leo) Díaz Urbina - exrepresentante a la Cámara por el precinto 3 de San Juan y Rep. Acumulación y expresidente del Partido Nuevo Progresista, candidato alcalde de San Juan.
- Lucy Arce Ferrer - Exsenadora por Acumulación durante 4 términos. Se destacó como una de "Los Auténticos" que obtuvo una super mayoría de votos para el senado.
- Margarita Nolasco - Vicepresidenta del Senado (2009-2013), Senadora por Acumulación (2009-2019) y exalcaldesa de Coamo.
- Jenniffer González Colón - expresidenta de la Cámara de Representantes, Representante por Acumulación, exrepresentante por el Distrito 4, y Comisionada Residente en Washington. Actualmente es la Gobernadora de Puerto Rico.
- Gabriel Rodríguez Aguiló – Exvicepresidente de la Cámara de Representantes, Representante por el Distrito 13, portavoz alterno en la cámara de Representantes.
- Héctor O’Neill García - exalcalde de Guaynabo
- Ramón Luis Rivera, hijo - alcalde de Bayamón
- Abel Nazario Quiñones - exalcalde de Yauco y senador por Acumulación.
- Carlos Méndez Martínez - exAlcalde de Aguadilla
- Juan Aubin (Bín) Cruz Manzano - exAlcalde de Manatí, 40 años de alcalde
- Aníbal Meléndez Rivera - exAlcalde de Fajardo
- María E. (Mayita) Meléndez Altieri - exalcaldesa de Ponce
- Javier D Jiménez Pérez - alcalde de San Sebastián (2005-presente)
- Carlos Molina - exalcalde de Arecibo, presidente de la Federación de Alcaldes, exsecretario del Departamento Corrección y Rehabilitación.
- Javier E. Carrasquillo Cruz - exAlcalde de Cidra, Presidente de la Junta del CRIM, excomisionado electoral alterno.
- Félix "El Cano" Delgado Montalvo - exalcalde de Cataño. Acusado de corrupción
- Ángel Pérez Otero - exalcalde de Guaynabo, exrepresentante. Acusado de corrupción
- Carlos Rodríguez Mateo - exsenador del Distrito de Guayama, exalcalde de Salinas.
- Miguel Romero - alcalde de San Juan, exsenador por el Distrito de San Juan, Presidente Comité Municipal de San Juan, exsecretario del Departamento del Trabajo y exsecretario de la Gobernación.
- Norma E. Burgos Andújar - exsenadora, ex secretaria de Estado, expresidenta del PNP, Exgobernadora interina de P.R., expresidenta de la Junta de Planificación, ex Comisionada Electoral.